# Fréquence de Nyquist
Cet article court présente un sujet plus développé dans : Théorème d'échantillonnage et Échantillonnage (signal).
Pour les articles homonymes, voir fréquence (homonymie).
La fréquence de Nyquist, du nom de l'ingénieur électronicien Harry Nyquist, est la fréquence maximale que doit contenir un signal pour permettre sa description non ambiguë par un échantillonnage à intervalles réguliers. Elle est aussi connue sous le nom de fréquence limite de repliement. Elle est égale à la moitié de la fréquence d'échantillonnage.
{\displaystyle F_{N}={\frac {f_{e}}{2}}}
Le théorème d'échantillonnage procède de l'analyse spectrale, qui montre que tout signal peut se décomposer en une somme de sinusoïdes. On constate que l'échantillonnage de sinusoïdes dont la fréquence ont un même écart à un quelconque multiple entier de la fréquence d'échantillonnage peut produire les mêmes échantillons. On ne saurait donc, connaissant les échantillons, retrouver celle de ces sinusoïdes qui les a produits. Dans le cas usuel, en bande de base, cela équivaut à ce qu'aucune fréquence n'ait un écart à la fréquence d'échantillonnage inférieur à la largeur de bande du signal. Si cela se produisait, on ne saurait dire si les échantillons renvoient à la sinusoïde de fréquence f ou à celle de fréquence fe-f. Il faut donc que toutes les fréquences du signal soient comprises entre 0 et la fréquence de Nyquist.
La technologie de l'échantillonnage exige de conserver une marge entre la fréquence de Nyquist et la fréquence maximale théorique du système. Dans une application d'échantillonnage, il faut d'abord définir la largeur de bande du signal utile. La fréquence d'échantillonnage doit être supérieure à deux fois cette valeur. On prévoit ensuite en général des filtres anti-repliement pour éliminer les fréquences supérieures à la fréquence de Nyquist, inutiles d'après l'étude précédente, afin d'éviter le repliement de spectre dans la bande utile après échantillonnage et reconstruction.
La fréquence de Nyquist est l'application à l'échantillonnage d'une limite qui s'applique dans tous les cas où un signal module une fréquence porteuse. Quand la fréquence maximale du signal dépasse la moitié de celle de la porteuse, la démodulation produit un repliement de spectre, qui rend impossible la reconstitution du signal.